# Уткин, Сергей Андреевич
Сергей Андреевич Уткин (1908, Максимовка, Кокчетавский уезд, Акмолинская область, Российская империя — 8 сентября 1969) — работник советского сельского хозяйства, бригадир тракторной бригады Веселовской МТС, Герой Социалистического Труда (1957).

## Биография
Родился в 1908 году в селе Максимовка Кокчетавского уезда Акмолинской области (ныне — Сандыктауский район Акмолинской области, Казахстан).
В 1939 году вступил в колхоз «Первое мая» Балкашинского района Целиноградской области. С 1930 года по 1934 год был председателем колхоза «Октябрь» Балкашинского района Целиноградской области. С 1954 года работал бригадиром тракторной бригады Веселовской МТС Целиноградской области.
В 1953 году тракторная бригада Сергея Уткина освоила 2500 гектаров целинных земель. В 1956 году было собрано по 20 центнеров зерновых с участка площадью 4 тысяч гектаров и на участке площадью 700 гектаров было собрано по 32 центнеров зерновых. За эти достижения в трудовой деятельности был удостоен в 1957 году звания Героя Социалистического Труда.
Избирался делегатом X съезда Коммунистической партии Казахской ССР и XXI съезда КПСС.
С 1968 года — персональный пенсионер союзного значения.
Скончался 8 сентября 1969 года. Похоронен на православном кладбище села Весёлое Сандыктауского района.

## Награды
- Герой Социалистического Труда — указом Президиума Верховного Совета СССР от 11 января 1957 года;
- Орден Ленина (1957).